# Beasts (serie televisiva)
Beasts è una serie televisiva britannica in 6 episodi trasmessi per la prima volta nel corso di una sola stagione nel 1976.
È una serie di tipo antologico in cui ogni episodio rappresenta una storia a sé. Gli episodi sono storie di genere horror con trame riguardanti la stregoneria, il soprannaturale e mostri vari.
Tra gli attori protagonisti: Pauline Quirke, Anthony Bate, Martin Shaw, Simon MacCorkindale, Michael Kitchen e Bernard Horsfall.

## Produzione
La serie fu prodotta da Nicholas Palmer per la Associated Television. Le musiche furono composte da Derek Bourgeois. Tra i registi è accreditato Don Taylor (2 episodi, tra gli sceneggiatori Nigel Kneale (6 episodi).

## Distribuzione
La serie fu trasmessa nel Regno Unito dal 16 ottobre 1976 al 20 novembre 1976 sulla rete televisiva Independent Television.

## Episodi
| Stagione       | Episodi | Prima TV Regno Unito |
| -------------- | ------- | -------------------- |
| Prima stagione | 6       | 1976                 |